# مارینلا دراگتی
مارینلا دراگتی (ایتالیایی: Marinella Draghetti؛ زادهٔ ۵ اوت ۱۹۶۱) بازیکن زن بسکتبال اهل ایتالیا بود. وی در بازی‌های المپیک تابستانی ۱۹۸۰ شرکت کرده‌است.